# 방어적 프로그래밍
방어적 프로그래밍(Defensive programming)은 예상치 못한 입력에도 한 소프트웨어가 계속적 기능 수행을 보장할 수 있도록 고안된 방어적 설계의 한 형태이다. 이 생각은 머피의 법칙이 발현할 가능성을 줄이거나 제거하는 것으로 보일 수 있다. 방어적 프로그래밍은 기법들은 한 소프트웨어가 해롭거나 부주의하게 잘못 사용되어 재앙적 결과를 가져올수도 있을 때 사용된다.
방어적 프로그래밍은 소프트웨어와 소스코드를 아래의 관점에서 향상시키는 한 접근법이다:
- 일반적 품질 - 소프트웨어 버그와 문제의 수를 줄인다.
- 그 소스 코드를 이해하기 쉽게 만든다 - 그 소스 코드는 읽기 쉽고 이해하기 쉬워서 코드 리뷰(code audit)에서 승인된다.
- 그 소프트웨어가 예상치 못한 입력들이나 사용자의 동작들에도 예상 가능한 방식으로 동작하도록 한다.

## 안전한 프로그래밍
방어적 프로그래밍은 때때로 이 버그를 줄이는 접근을 언급하는 컴퓨터 학자들에 의해 안전한 프로그래밍(secure programming)으로 불린다. 소프트웨어 버그는 잠재적으로 코드 주입, 서비스 거부 공격 또는 다른 공격을 위한 크래커에 의해 이용당할 수 있다.
방어적 프로그래밍과 보통 습관들 사이의 차이는 모든 가능한 에러 상태들을 다루고자 시도하는 프로그래머가 실제로는 그것을 거의 가정하지 않는다는 것이다. 줄여 말하면, 그 프로그래머는 한 특별한 함수 호출 또는 라이브러리가 적대적이게 동작할 수 있다고 가정하지 않고 그것을 그 코드안에서 다룬다. 한 예는 다음과 같다:
```
int
 
risky_programming
(
char
 
*
input
){

  
char
 
str
[
1000
+
1
];
     
// 널 문자를 위해 하나 추가

  
// ...

  
strcpy
(
str
,
 
input
);
   
// copy input

  
// ...

}

```

이 함수는 입력이 1000 문자를 넘을 때 충돌을 일으킬 것이다. 몇몇 미숙한 프로그래머들은 사용자들이 그런 긴 입력을 넣지 않을 것이라고 가정하면서 이것이 별 문제가 아니라고 느낄지도 모른다. 한 방어적 프로그래밍을 실천하는 프로그래머는 그 버그를 허용하지 않았을 것이다, 왜냐하면 만약 그 응용 프로그램이 한 알려진 버그를 포함한다면 머피의 법칙은 그 버그가 실제 사용 시에 발생할 것이라고 말하기 때문이다. 이 특정 버그는 버퍼 오버플로우를 이용하여 일으킬 수 있는 한 취약성을 재연한다. 여기 이 예제에 대한 한 해결 방법이 있다.
```
int
 
secure_programming
(
char
 
*
input
){

  
char
 
str
[
1000
];

  
// ...

  
strncpy
(
str
,
 
input
,
 
sizeof
(
str
));
 
// str의 길이를 초과하지 않도록 입력(input) 복사

  
str
[
sizeof
(
str
)
 
-
 
1
]
 
=
 
'\0'
;
              
// 만약 strlen(input) == sizeof(str) 여도 strncpy가 NULL 종료 하지 않을 것

  
// ...

}

```

## 같이 보기
- 컴퓨터 보안
- 테스트 주도 개발

## 추가 문헌
- William R. Cheswick and Steven M. Bellovin, Firewalls and Internet Security: Repelling the Wily Hacker ISBN 0-201-63357-4http://www.wilyhacker.com/
- 스티브 맥코넬저, 서우석 역, Code Complete (2nd edition), 8장 방어적인 프로그래밍 ISBN 978-89-5674-256-4